# Thalerosphyrus vietnamensis
Thalerosphyrus vietnamensis is een haft uit de familie Heptageniidae. De wetenschappelijke naam van de soort is voor het eerst geldig gepubliceerd in 1967 door Dang.
De soort komt voor in het Oriëntaals gebied.